# Suurõsuu
Suurõsuu – wieś w Estonii, w prowincji Võru, w gminie Misso.